# Мицунори Фуџигучи
Мицунори Фуџигучи (јап. 藤口 光紀; 17. август 1949) бивши је јапански фудбалер.

## Каријера
Током каријере је играо за Мицубиши.

## Репрезентација
За репрезентацију Јапана дебитовао је 1972. године. За тај тим је одиграо 26 утакмица и постигао 2 гола.

## Статистика
| Јапан  | Јапан   | Јапан  |
| Година | Наступи | Голови |
| ------ | ------- | ------ |
| 1972.  | 5       | 0      |
| 1973.  | 2       | 0      |
| 1974.  | 1       | 0      |
| 1975.  | 4       | 0      |
| 1976.  | 2       | 0      |
| 1977.  | 0       | 0      |
| 1978.  | 12      | 2      |
| Укупно | 26      | 2      |